# Dominic Cooper

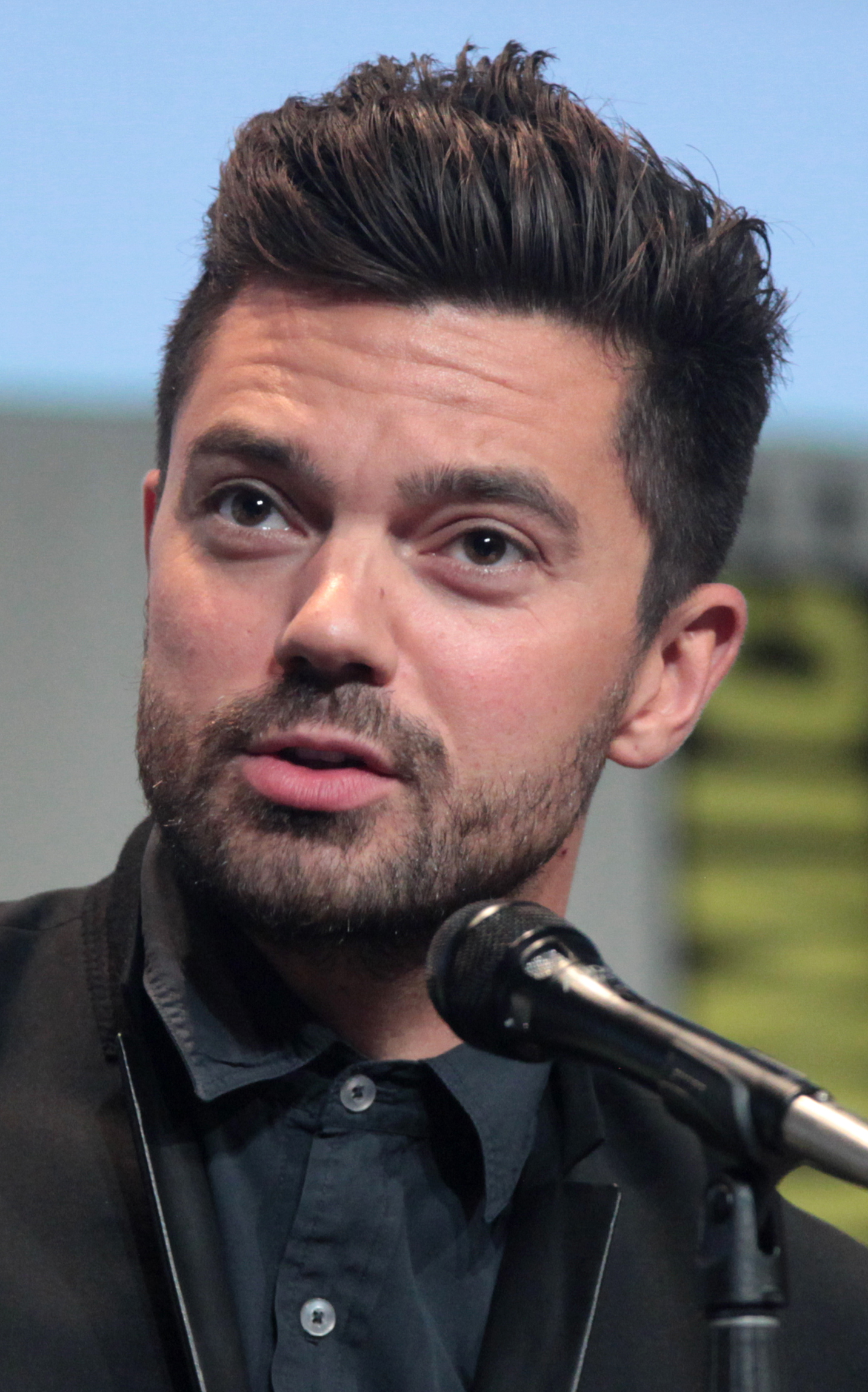
Dominic Cooper auf der Comic Con (2015)

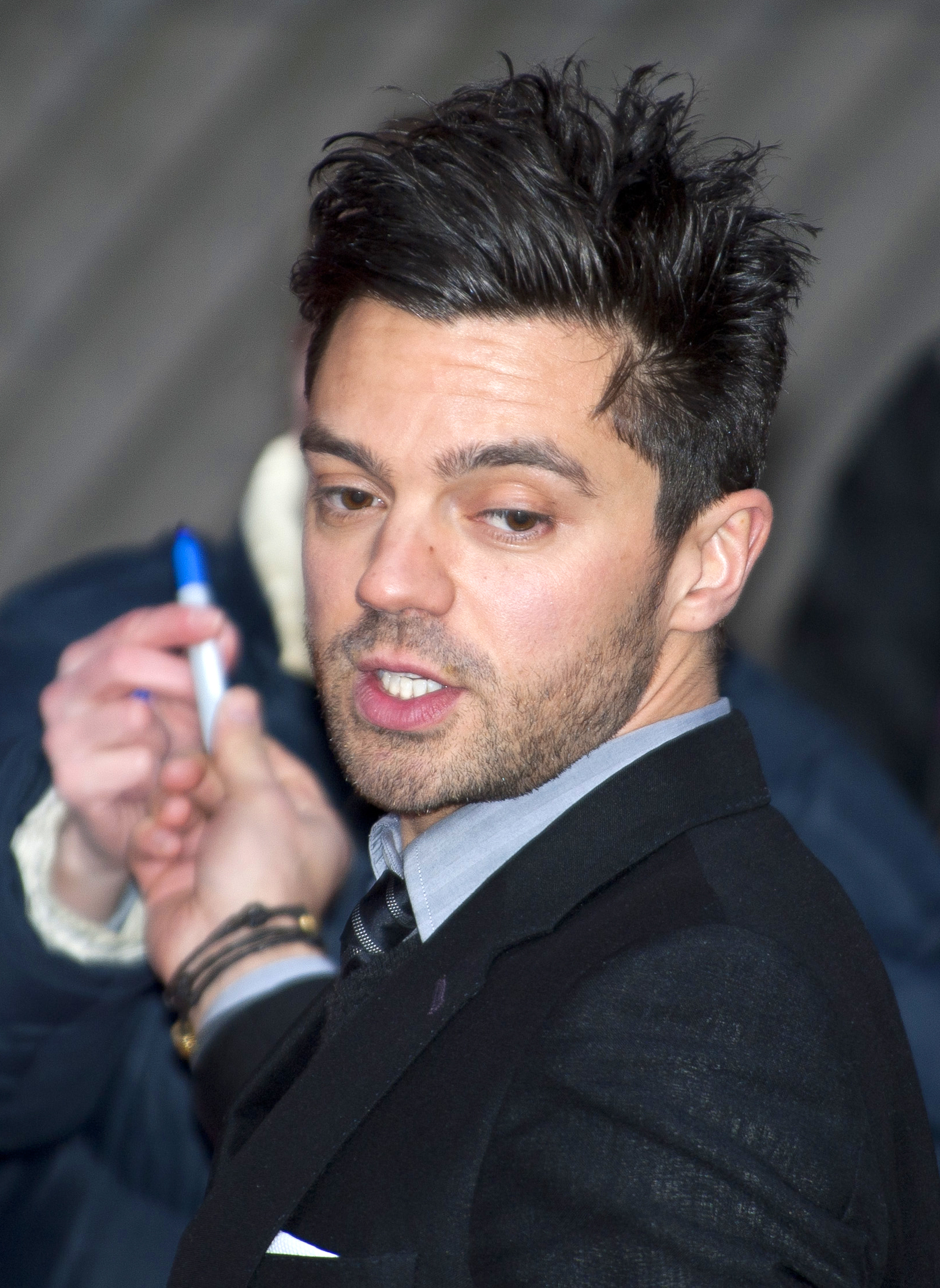
Cooper bei der Premiere seines Films The Devil’s Double auf der Berlinale 2011

Dominic Edward Cooper (* 2. Juni 1978 in Greenwich, London) ist ein britischer Schauspieler.

## Leben
Cooper wurde in Greenwich, London als Sohn einer Erzieherin geboren und aufgezogen. Er besuchte die Thomas-Tallis-Schule in Kidbrooke und wurde an der London Academy of Music and Dramatic Art ausgebildet, wo er 2000 seinen Abschluss machte.
Bis zu seiner Rolle als Dakin in Die History Boys – Fürs Leben lernen von 2006 spielte Cooper eher unbedeutende Nebenrollen. Danach folgten größere Rollen wie die des Sky in Mamma Mia! und des Politikers Charles Grey in Die Herzogin. Im Biopic My Week with Marilyn (2011) stellt er den Fotografen Milton Greene dar. Ebenfalls 2011 gab Cooper in der Marvel-Verfilmung Captain America: The First Avenger den Wissenschaftler Howard Stark. Im folgenden Jahr stellte er in Abraham Lincoln Vampirjäger den Mentor der Hauptfigur, den Henry Sturges, dar.
2014 war er erneut als Howard Stark in The Return of the First Avenger zu sehen. Im selben Jahr erschien der Horror-Action-Film Dracula Untold, indem er den Gegner des Dracula-Darstellers Luke Evans den türkischen Eroberer Mehmed II. spielt. In der Marvel-Serie Marvel’s Agent Carter nimmt er seine Rolle des Howard Stark abermals auf. Von 2016 bis 2019 spielte er in der AMC-Serie Preacher als Jesse Custer die Hauptrolle.

## Filmografie (Auswahl)
- 2001: From Hell
- 2001: Band of Brothers – Wir waren wie Brüder (Band of Brothers, Fernsehserie, Episode 1)
- 2002: Anazapta – Der schwarze Tod (Anazapta)
- 2002: Bis zum letzten Vorhang (The Final Curtain)
- 2003: Agatha Christie: Blausäure (Sparkling Cyanide, Fernsehfilm)
- 2005: Breakfast on Pluto
- 2006: Die History Boys – Fürs Leben lernen (The History Boys)
- 2006: Starter For 10
- 2008: The Escapist – Raus aus der Hölle (The Escapist)
- 2008: Mamma Mia!
- 2008: Sinn und Sinnlichkeit (Sense and Sensibility)
- 2008: Die Herzogin (The Duchess)
- 2009: An Education
- 2010: Immer Drama um Tamara (Tamara Drewe)
- 2011: The Devil’s Double
- 2011: My Week with Marilyn
- 2011: Captain America: The First Avenger
- 2012: Abraham Lincoln Vampirjäger (Abraham Lincoln: Vampire Hunter)
- 2013: Dead Man Down
- 2013: Summer in February
- 2013: Marvel One-Shots: Agent Carter (Kurzfilm)
- 2014: Reasonable Doubt
- 2014: Fleming: Der Mann, der Bond wurde (Fleming: The Man Who Would Be Bond, Miniserie, Folge 1x01–1x04)
- 2014: Need for Speed
- 2014: The Return of the First Avenger (Captain America: The Winter Soldier)
- 2014: Dracula Untold
- 2015: Im Himmel trägt man hohe Schuhe (Miss You Already)
- 2015–2016: Marvel’s Agent Carter (Fernsehserie, 5 Episoden)
- 2016: Warcraft: The Beginning (Warcraft)
- 2016–2019: Preacher (Fernsehserie, 43 Episoden)
- 2017: Stratton
- 2018: Mamma Mia! Here We Go Again
- 2020: Spy City (Fernsehserie, 6 Episoden)
- 2021, 2024: What If…? (Fernsehserie, 2 Episoden, Stimme)
- 2022: The Princess
- 2023: Das Gold (The Gold, Fernsehserie, 6 Episoden)
- 2024: My Lady Jane (Fernsehserie, 8 Episoden)

## Synchronsprecher
In der deutschen Tonfassung seiner Film- und Serienauftritte wird Dominic Cooper häufig von dem Synchronsprecher Timmo Niesner (z. B. in Captain America: The First Avenger, Marvel's Agent Carter und Mamma Mia!) gesprochen. Ein weiterer Synchronsprecher, der Cooper häufig vertont, ist Robin Kahnmeyer (Warcraft: The Beginning).

## Auszeichnungen
- 2006: Nominierung für den Drama Desk Award für History Boys – Fürs Leben lernen[3]